# Tromatobia huebrichi
Tromatobia huebrichi är en stekelart som först beskrevs av Juan Brèthes 1913.  Tromatobia huebrichi ingår i släktet Tromatobia och familjen brokparasitsteklar. Inga underarter finns listade i Catalogue of Life.